# ボルボ・940
ボルボ・940は1990年からボルボが製造していた4ドアセダン、及びエステートと呼ばれるステーションワゴンである。740の後継車として開発された。

## 概要
740のビッグマイナーチェンジ版として1990年に誕生、1991年モデルから1998年モデルまで生産販売された。

### ボディー
車体は空力の改善とデザインの近代化を目的として、740ターボや760と同じスラントさせたフロントマスクを採用し、セダン系はリヤをハイデッキ化すると同時に開口部をバンパーレベルまで下げ利便性を向上している。ボルボの企業イメージとなっている「安全性」に則り、パッシブセーフティ面では、セダン全席に3点式シートベルトを採用（700系では後席中央は2点式だった）、1992年モデルからSIPSの導入による側面衝突安全性の向上と当時の先進装備であった運転席エアバッグの採用(北米仕様では後に助手席エアバッグも)、1993年からは後席中央部にビルトイン式のチャイルドシートを導入するとともにワゴンモデルにおいても全席に3点式シートベルトを採用するなど、アクティブセーフティ面ではモデル初期よりABSを標準搭載し、後期モデルにおいてはヘッドライトワイパーの標準搭載が行われるなど、モデル途中での仕様変更を受け様々な角度から安全性の向上を図っていった。
サスペンションの基本構成は740からのキャリーオーバーであり、フロントがマクファーソンストラット、リアが5リンクリジットとなっている。

### エンジン
エンジンは仕向地により、直列4気筒2.0～2.3リットルの多種な仕様を搭載する。
直列4気筒SOHCエンジンは2.0リットルのB200型、2.3リットルのB230型、直列4気筒DOHCエンジンは、2.0リットルのB204型、2.3リットルのB234型である。日本仕様は、2.3リットルのB230型、B234型が搭載された。
B230型にはNAとターボがあり、NAのB230Fは130PS、ターボのB230FTは165PSとターボプラスを付加し190PSを発揮する2種類がある。また1996年モデルからはNAに代わり、同じ130PSながら低圧過給によって低回転域のトルクおよびトルクバンドを補強したライトプレッシャーターボのB230FKが採用されている。
B234型はNAのみでB234Fが150PS、搭載は1991年1992年モデルに限られる。

### その他
6気筒エンジンを搭載する960との相違点は、リアサスペンションが、モデルを通じて5リンクリジッド式であること（960エステートのリアサスも当初5リンクリジッドであったが、1994年の大改良でマルチリンクに改められている）、インパネやドアトリムなどの内装の形状などが挙げられる。最終型では、ポラール、クラシックなどの特別仕様車が追加された。ボルボ初のFF方式を採用した850が発売された1992年より併売となっていたが、850がビックマイナーチェンジでS/V70となった後の1998年まで「最後のFRボルボ」として生産が継続された。また生産終了以降も「最後のFRボルボ」として、中古車市場で一定の人気を得た。同様の現象は、メインストリームモデルがFF駆動方式に転換された後のアルファロメオ・75などにも言える。

## グレード
- 940GL
- 940GLEP仕様
- 940ポラール（1996年からロープレッシャーターボ）
- 940GLターボ
- 940GLE
- 940GLE16バルブ
- 940ターボ

### 限定モデル
- 940GLスペシャル
- 940GLターボスペシャル
- 940ターボスペシャル
- 940GLEスペシャル
- 940ターボSE
- 940ポラールSX
- 940ポラールファミリー
- 940Tack
- 940クラシック